# Пребонд
Пребонд (казнён около 675) — правитель славянского племени ринхинов в Македонии в VII веке.
Около 675 года Пребонд был взят в плен византийцами и перевёзен в Константинополь из-за того, что его заподозрили в намерениях напасть на Фессалоники. Ему удалось бежать, но он был схвачен и казнён, после чего славянские племена Македонии (ринхины, струмяне, драговиты и сагудаты) поднялись и осадили Фессалоники. Осада длилась два года — с 676 по 678 год.